# Wawel-Köpfe

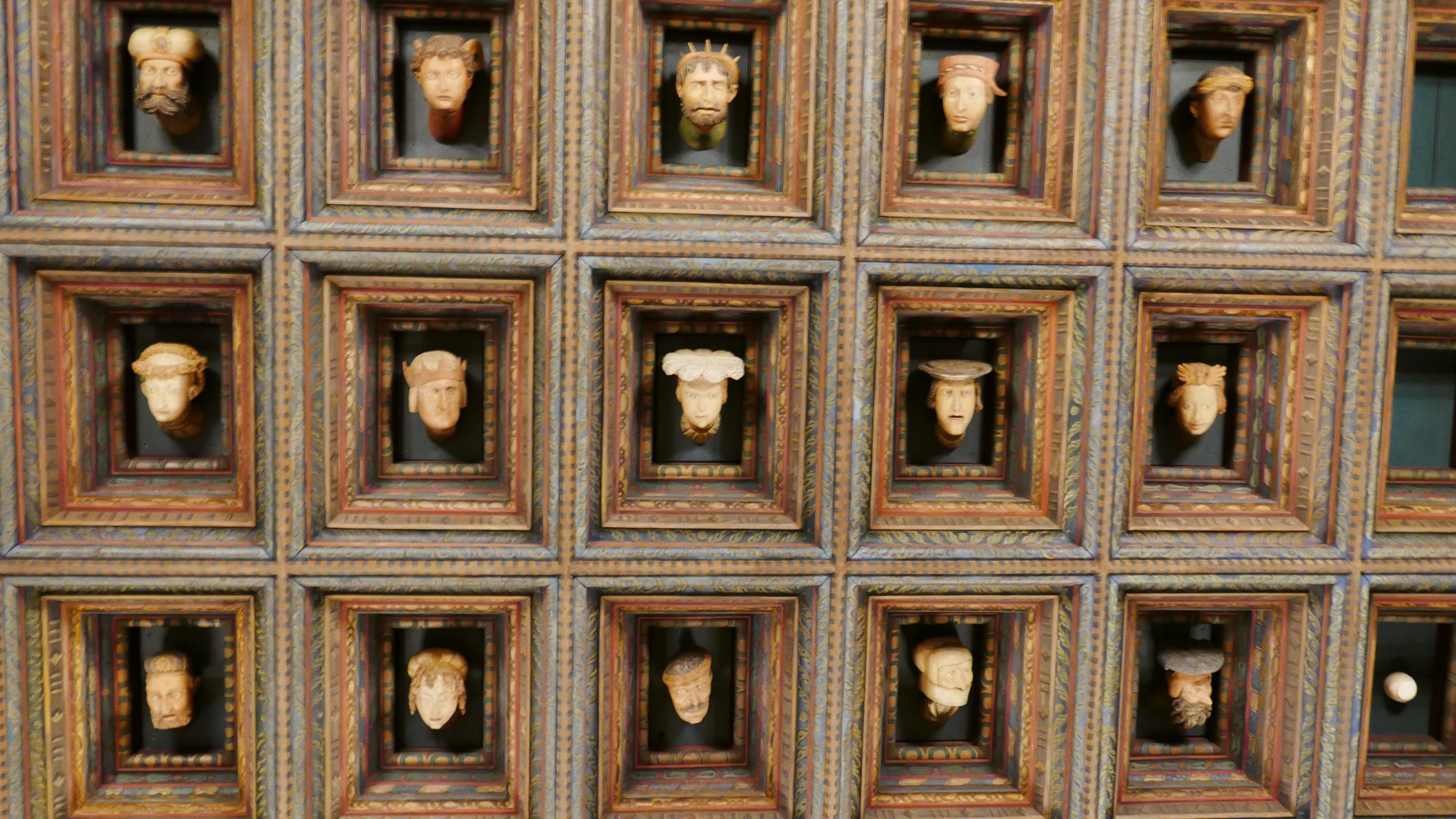
Ausschnitt der Decke des Abgeordnetensaals

Die Wawel-Köpfe sind Renaissance-Skulpturen, die Sebastian Tauerbach und Hans Snycerz um 1540 für das Königsschloss auf dem Wawel in Krakau gefertigt haben. Die Köpfe stellen Allegorien verschiedener Stände, Könige, Höflinge, Ritter etc. dar.

## Geschichte
Ursprünglich schufen Tauerbach und Snycerz 194 Köpfe, die in die Kassettendecke des Abgeordnetensaals des Schlosses auf dem Wawel eingebaut wurden. Zwischen 1804 und 1807 wurde die Kassettendecke beschädigt, als das Schloss von der österreichischen Armee zu einer Kaserne umfunktioniert wurde. 30 der Köpfe konnte die Fürstin Izabela Czartoryska retten und stellte sie im Gotikhaus im Schlossgarten Puławy aus. Im Jahr 1869 wurden die meisten der Köpfe aus Puławy von der russischen Armee konfisziert und nach Moskau gebracht, die anderen gerieten in den Besitz von Stanisław Tarnowski. 1921 wurden diese von der Witwe Tarnowskis dem Wawelschloss vermacht. Nach dem Friedensvertrag von Riga kamen im selben Jahr die sich zuvor in Moskau befindenden Köpfe wieder nach Polen. Adolf Szyszko-Bohusz rekonstruierte 1927 die Kassettendecke mit den erhaltenen Köpfen. Bis heute sind nur die 30 Köpfe erhalten, die sich wieder an ihrem ursprünglichen Platz befinden. Xawery Dunikowski schuf in den 1920er Jahren zwölf weitere Köpfe für die Kassettendecke. Diese wurden jedoch nicht eingebaut, befinden sich gleichwohl im Besitz des Wawel.